# Pierre Estève (homme politique)
Pour les articles homonymes, voir Pierre Estève.
Pierre Estève, né le 31 mai 1939 à Saint-Paul-de-Fenouillet (Pyrénées-Orientales) et mort le 31 janvier 2025 à Perpignan, est un homme politique français.

## Biographie
Dès 1970 notaire à Saint-Paul-de-Fenouillet, Pierre Estève entre en politique en 1973, date de sa première élection au conseil général dans le canton de Saint-Paul-de-Fenouillet. De 1976 à 1982, il assure la présidence de Commission de l'Enseignement et obtient la construction d'une école normale d'Instituteurs. Il est maire de Saint-Paul de Fenouillet de 1983 à 1995. Président de l'Office HLM des Pyrénées-Orientales, il a, en étroite collaboration avec la direction, favorisé le développement du logement social sur l'ensemble du département et en particulier en milieu rural.
Il est élu député PS de la 2e circonscription des Pyrénées-Orientales en 1988.
Il a été l'auteur de nombreuses propositions de loi à caractère agricole : réforme des cotisations sociales agricoles, délais de paiements aux agriculteurs par la grande distribution, etc. Il est l'auteur d'autres propositions, notamment l'instauration d'une date de commémoration de la Rafle du Vélodrome d'Hiver de juillet 1942, la proposition d'intégrer le blé dur à la base de la fabrication des pâtes alimentaires. Création du Notaire salarié pour ouvrir la profession notariale aux femmes et aux jeunes à revenus modestes. En outre, il a présidé la mission sur l'espace rural, où l'on retrouve de nombreuses propositions pour mieux prendre en compte la ruralité, propositions qui restent d'actualité[réf. nécessaire]. Il est un défenseur acharné des vins doux naturels, productions emblématiques des Pyrénées-orientales, il s'oppose sans succès à la Loi Évin, qu'il juge profondément discriminatoire par rapport aux productions viticoles, sans sous-estimer la nécessité de lutte contre l'alcoolisme.
En 1989, il participe à une mission humanitaire au Liban, pour convoyer des médicaments aux hôpitaux de Beyrouth. Il y  est reçu par René Ala, ambassadeur de France à Beyrouth, et également originaire des Pyrénées-Orientales. À l'Assemblée nationale, il est membre du groupe d'amitié France-Israël. En 1992, il obtient du ministre de l'Éducation nationale, la création à Perpignan d'Institut d'administration des entreprises.
Bien que classé numéro 2 du Languedoc-Roussillon pour son travail parlementaire (questions écrites, propositions de lois, etc.) et dans un contexte politique défavorable, il est battu aux législatives de 1993.
De 1996 à 2016, il préside la commission de l'agriculture en partenariat au conseil général[Lequel ?]. Il est exclu du Parti socialiste pour avoir voté le budget de la majorité UDF-RPR au conseil général.
Il parraine la candidature de Christiane Taubira (PRG) à l'élection présidentielle de 2002. En 2004, il est réélu conseiller général dès le premier tour, battant le député européen Alain Esclopé (CPNT). Divers gauche, administrativement rattaché au groupe socialiste où il est réintégré, il fut conseiller municipal de Perpignan de 2008 à 2009.
Après 42 ans de mandat de conseiller général, il décide, à 76 ans, de ne pas se représenter ; il est remplacé par Charles Chivilo, PRG, et Lola Beuze, PCF.
Il est président en exercice de l'association Bois-Énergie 66 (93 chaudières collectives dans le département des Pyrénées-Orientales en 2016).
Il était président de l'Association du Pays Vallée de l'Agly (APVA) depuis 2011, où avec des fonds européens, il continue à travailler sur l'emploi et les revenus.[réf. nécessaire].
Il meurt à Perpignan le 1er février 2025,.

## Mandats
Député
- 12/06/1988 - 01/06/1993 : député de la 2e circonscription des Pyrénées-Orientales

Conseiller régional
- 1986-1988 : conseiller régional du Languedoc-Roussillon (opposition)[10]

Conseiller général
- 1973 à 2015 : conseiller général du canton de Saint-Paul-de-Fenouillet
- 1998-2004 : vice-président du conseil général (majorité de gauche)

Conseiller municipal
- 1983-1995 : maire de Saint-Paul-de-Fenouillet
- 2008-2009 : conseiller municipal d'opposition de Perpignan[11]

## Décorations
- Chevalier de la Légion d'honneur le 31 décembre 2010
- Chevalier de l'ordre national du Mérite du 18 juillet 1984
- Officier de l'ordre des Palmes académiques
- Officier de l'ordre du Mérite agricole
- Médaille d'Argent de l'Office national des anciens combattants et victimes de guerre